# Jorge Sivak
Jorge Néstor Sivak (Buenos Aires, Argentina; 1942 - Idem; 5 de diciembre de 1990) fue un abogado, locutor, empresario y financista argentino.

## Carrera
Era dueño de uno de los bancos más prestigiosos de Buenos Aires durante la década de 1980.
Debió exiliarse.
Asistió a programas conducidos por Bernardo Neustadt y Mariano Grondona.
Fue entre otras cosas dirigente estudiantil, guerrillero urbano y abogado defensor de presos políticos.
En los últimos años había sido acusado de financiar el movimiento de los "Caras Pintadas".
Uno de sus dos hijos, el periodista y escritor Martín Sivak narró la historia de su padre en un superventas El salto de papá publicado en 2017.

## Suicidio
El 5 de diciembre de 1990, el empresario Jorge Sivak se lanzó al vacío desde el departamento familiar de la calle Posadas. En los últimos años los problemas económicos y la muerte de su hermano Osvaldo que fue secuestrado y asesinado lo atormentaron profundamente, llegando a perder 15 kilos en pocas semanas.